# Andoni Imaz
Andoni Imaz Garmendia (Zizurkil, 5 settembre 1971) è un ex calciatore spagnolo, di ruolo centrocampista.

## Carriera

### Club
Cresce nelle giovanili della Real Sociedad, squadra con la quale debutta con la squadra riserve nella stagione 1989-1990. L'anno successivo viene "promosso" alla prima squadra, debuttando nella Primera División. Per sette stagioni veste la maglia della società di San Sebastian, collezionando 197 presenze nella massima serie spagnola.
Nella stagione 1998-99 passa all'Athletic Bilbao, con cui rimane per quattro stagioni, concludendovi la carriera nel 2002.

### Nazionale
Conta una presenza con la Nazionale di calcio della Spagna, avvenuta durante Spagna-Messico 1-1 del 27 gennaio 1993. Ha vestito per 4 volte anche la maglia della Selezione di calcio dei Paesi Baschi.